# Kloosters in Friesland
Geen provincie binnen Nederland is zo gevormd door de kloosters als Friesland en in geen andere provincie is daar zo weinig van overgebleven. Niet alleen heeft de beeldenstorm in Friesland gewoed, ook vielen in 1580 alle kloosters aan de Staten van Friesland en werden ze vervolgens afgebroken. De oudste kloosters (Foswerd, Stavoren, Dokkum) ontstonden in de 9e eeuw als kapittels van (augustijner) koorheren en gingen later tot een van de overige kloosterorden over. De meeste kloosters waren van de orde van de benedictijnen, cisterciënzers, augustijner koorheren, premonstratenzers en franciscanen. De meeste kloosters werden in de 15e eeuw hervormd onder invloed van de observantiebeweging, die een terugkeer tot strenge regels en gebruiken bepleitte.
Hieronder staat een lijst van de voormalige kloosters in de huidige provincie Friesland, de kloosters in de huidige provincie Groningen worden beschreven in het lemma Kloosters in Groningen. Twee Friese kloosters lagen – net als de Groninger Ommelanden – in het bisdom Münster, namelijk Gerkesklooster en Buweklooster.

## Benedictijnen
- Sint-Odulphusklooster te Stavoren, benedictijns monnikenklooster 1132–1495; ontstaan uit een kapittel (van augustijner koorheren) ca. 830, na verval omgezet in een abdij der benedictijnen; het klooster bezat de kerken van Zuidergo als eigenkerken, de abt trad er op als aartsdiaken. Uithoven onder andere te Rijs (met een beroemd Mariabeeld), Hemelum, Harich, Oudega, verwoest omstreeks 1400, herbouw vanaf 1415, maar een deel van de monniken week uit naar Rijs en Hemelum; in 1495 definitief verplaatst naar Hemelum.
- Bethanië of Foswerd te Ferwerd, benedictijns nonnenklooster of dubbelklooster gewijd aan Johannes de Doper, vóór 1180 – 1580; 1551 hervormd en aangesloten bij de congregatie van Bursfeld. Het klooster had onder andere uithoven te Ballum (Ameland) en Ferwerd. Volgens een zestiende-eeuwse traditie, had het klooster oorspronkelijk op Ameland gestaan. Dit bericht berust echter op een fictie, bedoeld om de aanspraken van de familie Van Cammingha op een deel van de kloostergoederen te onderbouwen.
- Franjum (Franjumerburen) bij Marssum, benedictijns nonnenklooster, vóór 1270 bij gebrek aan een abt geïncorporeerd bij het premonstratenzerklooster te Lidlum. De zusters vertrokken naar Baijum.
- Sint-Nicolaasklooster te Hemelum, benedictijns nonnenklooster, onder bestuur van de abt van het St. Odulfusklooster te Stavoren, vóór 1245 – ca. 1550.
- Mariëndal te Hemelum, benedictijns monnikenklooster, ca. 1415 – 1480, gesticht door een deel van de kloosterlingen uit Stavoren, die een hervorming wilden doorvoeren. De abt volgde in 1495, waarbij het klooster zich aansloot bij de congregatie van Bursfeld. De conflicten rond deze hervorming duurde tot 1518 en staat beschreven in het Proeliarius (Strijdboek) van Paulus Rudolphi van Rixtel.
- Smalle Ee, Smelna of Onser Lyewe Vrouwen Smelligeraconvent bij Boornbergum; benedictijns nonnenklooster, ca. 1400 – 1580, gesticht voor 1326 als dubbelklooster van augustijner koorheren en regularissen. De monniken vertrokken ca. 1400 naar het uithof Vlierbos.
- Vlierbos of Vleerbos, benedictijns monnikenklooster te Smalle Ee bij Boornbergum, ca. 1400 – 1580, gesticht door monniken van Smalle Ee.

## Cisterciënzers of bernardijnen
Ook wel Grijzemonniken of Schieremonniken genoemd, waarvan de partijnaam Schieringers zou zijn afgeleid. In tegenstelling tot de andere kloosterorden hielden de cisterciënzers zich niet bezig met de zielzorg. In de parochies waar zij het collatierecht hadden, werden seculiere priesters benoemd.
- Klaarkamp te Rinsumageest, cisterciënzer mannenklooster, gesticht vanuit Clairvaux en Riddagshausen (bij Braunschweig), 1165–1580. Uithoven onder andere te Veenwouden. Dochterkloosters onder andere Aduard. Het uithof te Timmel (Oost-Friesland) vormde vermoedelijk de basis voor het Klooster Ihlow, dat onder toezicht van Aduard kwam te staan.
- Bloemkamp of Oldeklooster, ook wel Floridus campus te Hartwerd bij Bolsward, cisterciënzer mannenklooster, gesticht vanuit Klaarkamp, 1191–1580; hervormd 1424, 1572 verbrand door de Geuzen. Bezat enkele eigenkerken. Oldeklooster gold nog enige tijd als een zelfstandig kerkdorp.
- Jeruzalem of Gerkesklooster, te Gerkesklooster (bij Augustinusga), mannenklooster, sloot zich aan bij de cisterciënzers en stelde zich onder het gezag van de abt van Klaarkamp, ca. 1240–1610. Het bezat omvangrijke landerijen in de polders ten zuiden van de Lauwerszee, verder voorwerken te Visvliet (Bartoleshus of het Olde Voerwerck), Lutjegast (Hilmahuis of het Nye Vorwerck), Burum, Opende (Topweer) en Surhuizum (Ter Schoole) , alsmede parochierechten te Burum, Visvliet en vermoedelijk Lutjegast. Het Vrouwenklooster Galilea te Burum is waarschijnlijk ontstaan uit een ander voorwerk. In 1497 werd een steenhuis aan de Schoolholm te Groningen aangekocht. Na de verwoesting van het klooster rond 1580 vertrok een deel van de monniken naar dit refugium, dat tot 1610 in gebruik bleef.
- Nijeklooster of Aula Dei (Gods Hof) te Scharnegoutum, cisterciënzer vrouwenklooster, gesticht vanuit Bloemkamp, 1233–1580; hervormd 1436; verbrand door de geuzen in 1572.
- Galilea te Burum, cisterciënzer vrouwenklooster (dochter van Jeruzalem uit Gerkesklooster), waarsch. eind 13e eeuw – 1580; kort daarna gesloopt.
- Genezareth of Nazareth te Gennaard (Garnewerth) bij Hallum, cisterciënzer vrouwenklooster, gesticht vanuit Klaarkamp, 1191–1580.
- Sion of Onze Lieve Vrouwe ten Dale te Niawier, cisterciënzer vrouwenklooster, gesticht vanuit Klaarkamp, vóór 1200 – 1580.
- Steenkerk of Marienbos te Katrijp bij Terband, cisterciënzer vrouwenklooster, vermoedelijk gesticht vanuit Bloemkamp, onder incorporatie van de parochiekerk van Katrijp, 1301–1580, ca. 1375 overgegaan naar de Duitse Orde, 1401 verplaatst naar Nes, daarna naar Oudeschoot, keerde 1514 terug naar Katrijp en sloot zich tevens weer aan bij de cisterciënzers, sinds 1518 te Luinjeberd, waar de prior optrad als dorpspastoor.

## Kartuizers
- Sint-Ursulaklooster, kartuizerklooster te It Heidenskip onder Workum, ca. 1520, verdwenen vóór 1535.

## Augustijner koorheren en regularissen
De Friese proosdijen en priorijen van augustijner koorheren of reguliere kanunniken waren aanvankelijk aangesloten bij een congregatie onder leiding van de abdij Rolduc te Kloosterrade.
- Ludingakerke te Midlum onder Harlingen, proosdij van augustijner koorheren, gewijd aan St. Martinus, 1157–1580; 1423 hervormd, 1429 toegetreden tot de congregatie van Windesheim, 1517 verbrand en 1530 overgebracht naar Achlum.
- Barraconvent, Bergklooster of St.-Nicolaasconvent te Bergum, dubbelklooster van augustijner koorheren en regularissen, eind 12e eeuw – 1580; 1431 toegetreden tot de congregatie van Windesheim, verwoest 1581; de regularissen stonden vermoedelijk na 1399 onder leiding van de dominicanen te Leeuwarden.
- Achlum, priorij van regularissen vóór ca. 1260, daarna onderdeel van Ludingakerke, dat 1530 hierheen wordt overgebracht, 1572 verwoest door de geuzen.
- Haskerconvent of Maria's Rozendal bij Haskerdijken, klooster van augustijner koorheren, ca. 1235 – 1579, 1401 dubbelklooster, 1576 verwoest; gesticht op de plaats van de kluis van de heremiet Doda; 1464 toegetreden tot de congregatie van Windesheim.
- Mariënberg te Anjum, proosdij van augustijner koorheren, 1256–1580, tot 1287 tevens verbonden met een priorij van regularissen; 1429 toegetreden tot de congregatie van Windesheim, ca. 1520 volgden enkele kanunniken Luther.
- Bethanië te Tzummarum, priorij van regularissen, 1474–1572; gesticht door de familie Roorda en bevolkt door zusters uit de priorij te Stavoren; verbrand 1572, de zusters weken uit naar het Heilige Geestklooster te Bolsward.
- Sinaï te Siegerswoude onder Garijp, priorij van regularissen, 1482–1580, hierheen verplaatst door regularissen die waren gevlucht uit Hoorn.
- Heilige Geestklooster te Bolsward, vermoedelijk priorij van regularissen bij de Snekerpoort, pas 1581 opgeheven.
- Stavoren, priorij van regularissen te Stavoren, opgeheven 1552, de laatste zusters gingen naar Tzummarum.
- Thabor, oorspronkelijk Abert te Tirns bij Sneek, priorij van augustijner koorheren, 1406–1580; gesticht door Rienck Bockema, die er zelf intrad; behorend tot de Windesheimer congregatie.

## Kruisheren of kruisbroeders
- Jerusalem te Sneek, mannenklooster, gesticht 1462 door de tertianen (derde orde van Sint Franciscus), in 1464 overgegaan naar de kruisbroeders, 1462–1576 (1580?); gevestigd op het terrein van het Oude Hospitaal, in 1580 omgezet in een weeshuis.
- Maria's Zonnebloem of Solsequium Mariae te Franeker, kruisbroederklooster, 1464–1580; in het gebouw was later de Hogeschool gevestigd.

Tevens is de oude academie van Franeker nog het enige wat nog zichtbaar is uit het klooster tijdperk.
Dit pand dient nu als zorg instelling.

## Augustijner heremieten
- Sloten, tijdelijke vestiging, ca. 1475.

## Premonstratenzers of norbertijnen
Ook Witheren genoemd. De kloosterlingen noemden zich gewoonlijk kanunniken en kanunnikessen; de benaming monniken en nonnen was de conversen of lekenbroeders en -zusters gereserveerd. De mannenkloosters of proosdijen werden niet geleid door een abt, maar door een proost; de vrouwenkloosters of priorijen door een prior. In 1290 werden de inwoners van premonstratenzer kloosters in Friesland, Groningen en Ostfriesland geteld: het genoemde aantal kloosterlingen is aan de hoge kant; mogelijk werden van het klooster afhankelijke boerenfamilies meegerekend.
- Mariëngaarde te Hallum, premonstratenzer mannenklooster, 1163–1570; gesticht vanuit Steinfeld in de Eifel; uithoven onder andere Mariënhof te Bakkeveen (turfgraverij) en op het eiland Marken, een kloosterschool op het eiland Griend en het patronaat over enkele kerken, waaronder de Sint Vitus van Oldehove te Leeuwarden. Tevens moederklooster van Schildwolde, Heiligerlee, Barthe, en Belbuck bij Treptow an der Rega in Pommeren (1208). In 1290 zouden Mariëngaarde en Bethlehem samen 400 inwoners hebben gehad. Het klooster werd in 1570 omgezet in een domkapittel voor het nieuw ingestelde bisdom Leeuwarden.
- Bethlehem of Bartlehiem onder Oudkerk aan de Dokkumer Ee, priorij van premonstratenzer vrouwen, ca. 1163 – 1580; gesticht vanuit Mariëngaarde, waarmee het klooster verbonden bleef. Na verval herstel door abt Taka Aebinga van Mariëngaarde (1485–1506), waarbij de witte kleding door zwarte werd vervangen.
- Sint-Bonifatiusklooster te Dokkum, ontstaan ca. 760 als een kapittel (van augustijner koorheren, vanuit Mariëngaarde omgezet tot proosdij van premonstratenzer mannen, ca. 1170 – 1580. In 1290 zou het klooster 400 inwoners hebben geteld. Het klooster verkreeg waarschijnlijk vóór 1333 de kerk van Holwerd als eigenkerk.
- Mariëndal te Lidlum bij Tzummarum, premonstratenzer mannenklooster, 1182–1580; gesticht vanuit Mariëngaarde, de vrouwen gingen naar het klooster te Baijum; het monnikenklooster werd 1234 landinwaarts verplaatst, de oude locatie Veteris Vallis werd een uithof; in 1290 hadden Mariëndal en Baijum naar verluidt 600 bewoners; het klooster had verschillende uithoven, onder andere te Berwerd, Boxum, Felsum, Hennaard, Koehool en Weidum, verder refugia te Franeker, Leeuwarden en Groningen. Aan het klooster waren 18 parochies verbonden, terwijl de abt aartsdiaken) was van het in 1336 gevormde decanaat Winsum (eerder een personaat). Dochterklooster onder andere Oldeklooster in de Marne. De abt verzette zich heftig tegen de voorgenomen incorporatie in het nieuw opgerichte bisdom Leeuwarden. Verwoest in 1572, de kloosterlingen weken uit naar het refugium te Leeuwarden en naar de omliggende parochies, in 1580 naar Groningen.
- Vinea Domini of Wijngaard des Heren te Pingjum, priorij van premonstratenzer vrouwen 1186–1287, mannenklooster, 1287–1570; gesticht vanuit Lidlum in 1186, na de overstroming omgezet in mannenklooster, ca. 1495 (of 1509?) overgebracht naar Bolsward; de Proosdij 't Zandt wordt 1556 wegens wanbeheer onder Lidlum gesteld en ontruimd, de goederen in 1570 vervallen aan het bisdom Leeuwarden, 1579 aan het gewest.
- Sint-Michaelsberg of Monnikebajum te Baijum, priorij van premonstratenzer vrouwen, 1186–1580, verbonden met Lidlum.
- Buweklooster, Sepulchro Sanctae Mariae of Maria's graf te Drogeham, priorij van premonstratenzer vrouwen, 1242–1580; gesticht vanuit Bethlehem, zou in 1290 170 bewoners hebben gehad.
- Veenklooster, Montis Olivetti of Olijfberg onder Oudwoude, priorij van premonstratenzer vrouwen, vóór 1287–1579; gesticht vanuit Dokkum. Het klooster zou in 1290 20 inwoners hebben gehad.
- Westerwird tussen Beers en Jorwerd, mogelijk nonnenklooster, genoemd 1287, toen 30 nonnen verdronken, later een uithof.
- Weerd, Waard, Templum Domini of mogelijk Silva St. Mariae te Morra, priorij van premonstratenzer vrouwen, vóór 1200 – 1580; in 1569 verbrand door de watergeuzen; gesticht vanuit Dokkum.
- Onze Lieve Vrouwe ter Berge of Sionsberg onder Dantumawoude, priorij van premonstratenzer vrouwen, vóór 1332 – 1580; gesticht vanuit Dokkum.

## Dominicanen, predikheren of jacobijnen
Ook Bonte Papen genoemd.
- Sint-Dominicusklooster te Leeuwarden, dominicanenklooster, 1245–1580; ook in gebruik als pesthuis; 1476 hervormd, uitgaande van Rotterdam (1444) De kerk werd in 1578 door de hervormden geconfisqueerd, hier vergaderde geregeld de landdag tot 1594.
- Sint-Catharinaklooster, Nieuwe of Witte Nonnenklooster te Leeuwarden, dominicanessenklooster in de Bonte Papesteeg, ca. 1509 – 1580; gesticht als klooster van tertiarissen (derde orde) en gewijd aan de H. Catharina van Siena, maar 1523 overgegaan tot de tweede (strengere) orde. De zusters bleven na 1580 in een deel van de gebouwen wonen. De kapel stond bekend als Clarissenkerk. Kort na 1628 kwamen de gebouwen opnieuw als missiestatie tot de bouw van een nieuwe kerk in 1637; de oude kerk werd in 1657 ingericht tot Waalse kerk.
- Bergum, regularissen onder leiding van de dominicanen te Leeuwarden, 1399–??; vermoedelijk voortzetting van de bestaande gemeenschap van regularissen.
- Workum, missiestatie 1630–1646.

## Franciscanen of minderbroeders
Enkele vrouwenkloosters die vermoedelijk eerst tot de tweede (contemplatieve) orde van Sint Franciscus behoorden, gingen later over tot de derde orde (tertiarissen of Grauwe Begijnen).
- Bolsward, ca. 1280 – 1572; behorend tot de gaudenten; 1474 hervormd; de gebouwen 1575 verkocht aan het Haskerconvent, ca. 1580 gesloopt, de kerk bleef behouden
- Galileaklooster, te Leeuwarden, franciscaner monniken, 1457–1580; behorend tot de observanten; aanvankelijk buiten de stad (Oud Galileën of Oude Galleijen), in 1498 afgebroken en binnen de stad herbouwd.

## Karmelieten of Onze-Lieve-Vrouwenbroeders
- Woudsend, monnikenklooster van de karmelieten, gewijd aan Maria en Michael; de parochiekerk was bij het klooster geïncorporeerd. Hervormd 1476; het klooster rekte zijn bestaan tot 1593, ondanks een verbod op de katholieke eredienst.
- IJlst, monnikenklooster van de karmelieten, 1387 of 1388 – 1580; de parochiekerk was bij het klooster geïncorporeerd.

## Duitse Orde
- Nes bij Akkrum, monnikenklooster van de Duitse Orde, 1243–1580; het klooster beschikte over het patronaatsrecht van de bisschopskerk te Oldeboorn en enkele dochterkerken.
- Sint-Nicolaasconvent te Schoten (Oudeschoot), monnikenklooster van de Duitse Orde, vóór 1472 – 1580; ondergeschikt aan Nes; de goederen werden in 1604 in hun geheel aan de landcommandeur van de Duitse Orde te Utrecht teruggegeven.
- Steenkerk of Mariënbos te Katrijp bij Terband, daarna te Nes en Oudeschoot, ca. 1375 – 1514, zie cisterciënzers.

## Johannieters
- Hospitaalklooster of Sint-Jansberg (Bergklooster) bij Sneek, johannieter commanderij voor mannen, ca. 1300 – 1580; ontstaan tussen 1284 en 1317 op een terp ten noorden van de stad, verkreeg veel grondbezit, waaronder uithoven te Eemswoude en Osingahuizen, en het patronaatsrecht over verschillende kerken, waaronder Bolsward; de gebouwen werden in 1572 door de burgers afgebroken, waarna de hospitaalbroeders naar de stad verhuisden.

## Orde van Sint Antonius
De Antoniusgasthuizen in Leeuwarden (ca. 1425) en Bolsward (ca. 1450) hadden niet de status van een klooster.
- Oude Hospitaalklooster te Sneek, vermoedelijk zusterklooster van de orde van Sint-Antonius, 1206 – na ca. 1400; in 1294 verbrand.

## Magdalenazusters
Kloosterorde, gesticht 1124 te Worms voor gevallen meisjes.
- Bethanië te Miedum bij Tzum, klooster van begijnen, door watervloed van 1287 beschadigd, 1289 opgeheven, de 55 zusters en de goederen verdeeld over de cisterciënzerkloosters van Lidlum en Baijum.

## Broeders en Zusters van het Gemene Leven
Via studentenhuizen in Groningen, Zwolle, Deventer en Utrecht van invloed op Friese priesterstudenten.
- Zusters van het Gemene Leven te Fiswerd bij Leeuwarden, vanaf ca. 1470; het klooster kwam in 1510 binnen de stad; de zusters gingen vóór 1529 over naar de tertiarissen (zie daar).
- Berlikum, gemeenschap van Broeders van het Gemene Leven, ca. 1482; al na korte tijd vertrokken.

## Begijnen, begarden en tertiarissen
- Sint-Annaklooster of Grauwe Begijnen te Leeuwarden, oorspronkelijk gemeenschap van Zusters van het Gemene Leven te Fiswerd bij Leeuwarden, ca. 1470 – 1580; het klooster kwam in 1510 binnen de stad; de zusters traden vóór 1529 toe tot de derde orde van Sint Franciscus; de kerk stond bekend onder de naam begijnenkerk. Voorlopers hiervan waren mogelijk de begijnen, vermeld te Leeuwarden in 1285.
- Maria in Bethlehem, vrouwenklooster te Aalsum bij Akkrum, volgens sommige berichten een dubbelklooster; gesticht kort na 1400 (vóór 1438), opgeheven 1580; in 1474 overgegaan op een strengere regel, na brand in 1521 herbouwd, vóór 1529 overgegaan naar de derde orde van Sint Franciscus (Grauwe Begijnen).
- Oegeklooster, Ogaclaster of Mariënpoort bij Hartwerd, vrouwenklooster van de derde orde van Sint Franciscus (Grauwe Begijnen), 1411–1572; oorspronkelijk een uithof van Bloemkamp, 1411 verhuurd aan de tertiarissen; herbouwd na brand in 1497; verwoest door de geuzen.
- Maria en Agnes te Blesdijke, vrouwenklooster behorend tot de derde orde van Sint Franciscus, gesticht vóór 1446.
- Mariënakker, vrouwenklooster te Workum, vóór 1457 – 1580; vóór 1519 overgegaan naar de derde orde van Sint Franciscus.
- Tertianen te Sneek, mannenklooster, behorend tot de derde orde van Sint Franciscus, gesticht 1462, in 1464 overgegaan naar de Kruisheren (zie daar).
- Groendijk of Olijfberg bij Sneek, vrouwenklooster, 1463–1572; vóór 1474 overgegaan naar de derde orde van Sint Franciscus (Grauwe Begijnen). De kloostergebouwen waren gelegen op de Sytsingawier; gesloopt 1572 en in 1580 aan de stad vervallen, later joodse begraafplaats.
- Engwerd onder Poppingawier, vrouwenklooster behorend tot de derde orde van Sint Franciscus (grauwe begijnen), 1478–1580; 1484 overgelaten aan de tertiarissen van Aalsum.
- Bergum, vrouwenklooster van tertiarissen, gesticht in 1518 vanuit Aalsum. Niet vermeld door Goudriaan, mogelijk verwarring met de regularissen te Bergum.
- Nazareth te Idzega, vrouwenklooster van de augustinessen van de derde regel, 1483 gesticht vanuit Bethlehem bij Hoorn, opgeheven 1580.

## Overig kloosterbezit in Friesland
- Rijksabdij Werden, benedictijnenklooster te Werden an der Ruhr, gesticht door Liudger in het laatst van de achtste eeuw.
- Rijksabdij Fulda, benedictijnenklooster Sint Bonifatius te Fulda in Hessen, werd in 744 gesticht door Bonifatius.
- Rijksabdij Corvey, benedictijner Abdij van Corvey (Corbeia nova) te Höxter (Noordrijn-Westfalen), gesticht in het begin van de negende eeuw. De abdij bezat onder andere de parochiekerk van Sint-Vitus van Oldehove te Leeuwarden als eigenkerk, in 1300 overgedragen aan Mariëngaarde.
- Sint-Amandsabdij, benedictijnernabdij te Saint-Amand-les-Eaux in het Franse Noorderdepartement, met grondbezit te Dokkum en Staveren.
- Abdij van Echternach, benedictijnenabdij te Echternach in Luxemburg, gesticht door Willibrord in 698. De abdij bezat vier eigenkerken in Friesland, namelijk Stryp en mogelijk Formerum op Terschelling, een kerk op Ameland, alsmede de kerk van Holwerd.
- Pöhlde, benedictijnenabdij te Pöhlde in de Harz (Zuid-Nedersaksen), gewijd aan St. Servatius, gesticht in 952 door keizer Otto de Grote en voorzien van koninklijk bezit in Friesland (Ternaard en Kollumerhorn) en de Ommelanden.
- Abdij van Prüm, benedictijnenabdij gewijd aan de Verlosser (Sint-Salvator), gesticht 721 te Prüm in de Eifel (Noordrijn-Westfalen). Het grondbezit van de abdij lag vooral rond Dronrijp, Schingen en Tzum.
- Sankt-Mauritius-Kloster, benedictijnenklooster te Maagdenburg, gesticht 937 en in 963 verplaatst naar het nabijgelegen klooster St. Johannes der Täufer auf dem Berge.
- Sint-Paulusabdij, benedictijnenklooster te Utrecht, met eigenkerken in Westergo.

## Recente vestigingen
Van de Friese kloosters die vanaf 1850 hun poorten openden, is er nog slechts een enkele over.
- Witmarsum, augustijner heremieten, mannenklooster, 1903–19...
- Drachten, karmelietessen, klooster van de ongeschoeide karmelietessen, 1935–1993.
- Drachten, franciscanen, mannenklooster, 1933–1970, met uithoven te Oosterwolde, Gorredijk, Bergum,St.-Jacobiparochie, Roden, Beilen en Appingedam
- Bolsward, Franciscanessen van Bennebroek, 1850–??.
- Leeuwarden, Grote Kerkstraat, Franciscanessen van Bennebroek, 1851–??.
- Harlingen, Franciscanessen van Bennebroek, 1853–??.
- Franeker, 1619–1635 Jezuïeten 1853 paters Franciscanen
- Leeuwarden, Franciscanessen van Münster-Mauritz, 1850–??.
- Sint-Bonifatiushospitaal, Franciscanessen van Münster-Mauritz, 1883–??.
- Rijs, Franciscanessen van Münster-Mauritz, 1927–1941.
- Drachten, Kleine Zusters van Sint Jozef, 1943–??. Zie Franciscanessen van Denekamp.
- Heerenveen, Franciscanessen van de H. Martelaar Georgius, gesticht 1951, opgegaan in de Zusters Franciscanessen Denekamp.
- Oosterwolde, Franciscanessen van de Heilige Familie, 1957–??.
- Leeuwarden, Amelandshuis, Zusters van Liefde van Jezus en Maria, 1860–??.
- Sneek, Leeuwarderdijk, Zusters van de Sociëteit van Jezus, Maria en Jozef, 1881–??.
- Workum, Zusters van de Sociëteit van Jezus, Maria en Jozef, 1887–??.
- Sneek, ziekenhuis, Barmhartige Zusters van Sint-Carolus Borromeus, 1903–??.
- Bakhuizen, Barmhartige Zusters van Sint-Carolus Borromeus, 1939–??.
- Blauwhuis, Arme Zusters van het Goddelijk Kind, 1904–??.
- Harlingen, Zusters van Sint Jozef, 1915–??.
- Joure, Zusters van Sint Jozef, 1929–??.
- Wolvega, Zusters van Sint Jozef, 1934–1982.[1]
- Rijs, kinderkoloniehuis 'Mooi Gaasterland', Dochters van Onze Lieve Vrouw van het Heilig Hart, 1947–??.

## Spookvermeldingen
In de literatuur duiken zo nu en dan vermeldingen op van kloosters, waarvan het bestaan niet door de bronnen wordt ondersteund. Enkele daarvan:
- Makkum, vermeld in 1472 als vrouwenklooster van tertiarissen. Dit betreft het klooster te Workum.